# Theronopus tanzaniaensis
Theronopus tanzaniaensis är en insektsart som beskrevs av Webb 1983. Theronopus tanzaniaensis ingår i släktet Theronopus och familjen dvärgstritar. Inga underarter finns listade i Catalogue of Life.